# Cherubion
Cherubion alternatív, poszt-apokaliptikus világ, ahol egy űrháborút követően a kontinensek nagy része elsüllyedt, és immár alig lehet ráismerni a bolygó felszínére. Cherubion legelőször a Nemes István által írt Harc az Éj Kövéért c. regényben jelent meg, 1987-ben. A világon játszódó történetek szereplője (általában) Leon Silver, aki a Föld világán egyszerű házitanító, Cherubionban viszont ünnepelt hőssé válik.

## A világ
Cherubion egy katasztrófa és véget nem érő háborúk által sújtott Európa. A térség felett három félisten marakodik szüntelenül; ők hárman egy régi isten, a nagy Kevanaar tanítványai. Mesterük fel akarta virágoztatni Cherubiont, azonban eltűnésével minden igyekezete a visszájára fordul, ugyanis tanítványai mind a maguk módján akarják véghez vinni Kevanaar álmát.
- Choler, a Feketemágus: Choler nagyúr a mágiában hisz, sötét varázslatokkal, a titokzatos Fekete Lánggal, sárkány, barbár és élőhalott sereggel próbálja megnyerni a Cherubionért vívott örök háborút. Choler maga egy kétméteres, feketebőrű, fehérhajú, lángolószemű, nemes arcvonású férfiú, aki megfélemlítéssel éri el céljait.
- Melan, a Technokrata: Főerőd tábornoka, aki a régi korok technikájában látja Cherubion jövőjét; tankokkal, helikopterekkel és robotokkal veszi fel a versenyt Choler seregeivel. Melan tökéletesen rideg és szenvtelen, az esélyeit előszeretettel adja meg százalékos számításokban. A nyakában lógó rádiószerkezettel képes beszélni, melyet egy apró majmocska kapcsol ki-be; az emberekre észérvekkel és hűvös logikával próbál hatni.
- Sang, az Őrült: noha ő maga közvetlenül soha nem avatkozik bele a két fél küzdelmébe, kibicként azért mindig a maga malmára próbálja hajtani a vizet. Sang a saját hóbortjaira a mítoszok teremtményeit, kentaurok, küklópszok, amazonok seregeit hozta létre. Ő maga egy ezüsthajú, külső és belső ellentmondások tömkelegével valamint rendkívüli karizmával rendelkező férfi, aki képes évszázados tervek szövögetésére, csak hogy két perc alatt lerombolja, ha úgy tartja úri kedve. Bárki, aki személyesen találkozott vele, biztos lehet benne, hogy pár percen belül ő is ugyanolyan zavarodott lesz, mint a jó Sang.
- Otoaak, a Mutánsvezér: egy végletekig eltorzult, leginkább kentaurra emlékeztető többkarú óriás, aki még Kevanaare-ral is fel merte venni a harcot. Általában Amrikban – Észak-Amerika maradványa – uralkodik, csak néha tör át Cherubionba, ha a három fél eléggé legyengült. Torzszülöttjei közé elkorcsosult emberek és intelligens majomfajzatok tartoznak.
- Romin'yarak: Cherubion többféle népnek ad otthont, és ezek többek a cherubok, azénok, hreeirek stb. A hreeir gyíkokból kifejlődött humanoidok, melynek élén Romin'yarak áll. Ugyan hatalma közel sem ér fel a félistenekével, de a cherubok ereje nem is a nyers erő, hanem hogy képesek magukat meghúzva az árnyékban maradni, onnan irányítva népük jövőjét – már amennyire ez lehetséges.
- Dithe: békés cherub félistennő, nem ártja bele magát a marakodó hatalmasságok dolgaiba. A növények úrnőjeként is emlegetik.

## Korok
A fent leírt állapotok az Éjkorszakra jellemzőek. A Hajnalkorban egyik félisten sem rendelkezik elég hatalommal, hogy beavatkozhasson a világ sorába, és a – viszonylag – rövid békének köszönhetően virágzásnak indul a civilizáció. Cherubion meghatározó faja a Kunigaami, a majomfajzatok, akik fellázadtak a torz eemsik ellen. Azonban a háttérben tovább zajlik a háború, az egykori nagyhatalmak, és egy általuk is rettegett új erő, a Hajnal Hadura között. Az Alkonykorban az utóbbi veszély megszűntével a félistenek lassan kezdenek új erőre kapni.

## Regények
- Az Éj Trilógiája: Harc az Éj Kövéért, Az Éj Kardja, Az Éj Istene
- A Hajnal Trilógiája: A Hajnal Lovagja, A Hajnal Királynője, A Hajnal Hadura
- Cherubion Legendái (antológia)
- Cherubion Alkonya: Cherubion Prófétája, Cherubion Keselyűi, Cherubion Gyermekei, Ikeristenek, A Valóság Urai[1]